# Supercoupe d'Espagne de football 1990
Navigation
Supercoupe d'Espagne 1988 Supercoupe d'Espagne 1991
La Supercoupe d'Espagne 1990 (en espagnol : Supercopa de España 1990) est la cinquième édition de la Supercoupe d'Espagne, épreuve qui oppose le champion d'Espagne au vainqueur de la Coupe du Roi. Disputée en match aller-retour les 5 décembre 1990 et 12 décembre 1990, l'épreuve est remportée par le Real Madrid aux dépens du FC Barcelone sur le score cumulé de 5 à 1.
Il s'agit du troisième titre du Real Madrid dans cette compétition. En 1989, le Real Madrid en tant que vainqueur du doublé coupe -championnat a été automatiquement crédité comme vainqueur de la Supercoupe 1989 (son deuxième titre).

## Compétition
| Vainqueur Coupe | Aller | Score | Retour | Champion en titre |
| --------------- | ----- | ----- | ------ | ----------------- |
| FC Barcelone    | 0 - 1 | 1 - 5 | 1 - 4  | Real Madrid       |